# Jules Hesters
Jules Hesters (* 11. November 1998 in Gent) ist ein belgischer Radsportler, der auf Bahn und Straße aktiv ist.

## Sportlicher Werdegang
2016 wurde Jules Hesters Junioren-Europameister im Scratch; im Zweier-Mannschaftsfahren belegte er mit Gerben Thijssen Platz zwei. Gemeinsam mit Thijssen gewann er auch das Sechstagerennen von Gent für U23-Fahrer, im Jahr darauf siegte er beim U23-Sechstagerennen von Gent mit Bryan Boussaer. 2018 wurde er U23-Europameister im Ausscheidungsfahren und errang mit Boussaer die Silbermedaille. 2020 wurde er Dritter Straßen-Europameisterschaft im Straßenrennen der Junioren.
2022 erhielt Hesters einen Vertrag beim Team Sport Vlaanderen-Baloise. Im Februar wurde er belgischer Meister im Scratch, im Ausscheidungsfahren und mit Tuur Dens im Zweier-Mannschaftsfahren. 2022 war er im Grote Prijs Beeckman-De Caluwé erfolgreich.

## Erfolge

### Bahn
2016
- Junioren-Europameister – Scratch
- Junioren-Europameisterschaft – Zweier-Mannschaftsfahren (mit Gerben Thijssen)
- Belgischer Junioren-Meister – Zweier-Mannschaftsfahren (mit Vincent Meyers)
- Sechstagerennen von Gent (U23) – mit Gerben Thijssen

2017
- Sechstagerennen von Rotterdam (U23) – mit Bryan Boussaer

2018
- U23-Europameister – Ausscheidungsfahren
- U23-Europameisterschaft – Zweier-Mannschaftsfahren (mit Bryan Boussaer)

2022
- Belgischer Meister – Scratch, Ausscheidungsfahren, Zweier-Mannschaftsfahren (mit Tuur Dens)
- Nations’ Cup in Milton – Ausscheidungsfahren
- Europameisterschaften – Ausscheidungsfahren

2023
- Belgischer Meister – Scratch, Ausscheidungsfahren, Zweier-Mannschaftsfahren (mit Tuur Dens)
- Track Champions League – ein Einzelsieg

2024
- Europameisterschaften – Ausscheidungsfahren

2025
- Europameisterschaften – Ausscheidungsfahren
- Nations Cup in Konya – Ausscheidungsfahren

### Straße
2020
- Junioren-Europameisterschaft – Straßenrennen